# Kyklos
Een kyklos is een stijlfiguur waarbij aan het begin van een versregel hetzelfde woord staat.
voorbeeld
- de leugen van de kindertijd, de leugen
van wat wij zouden doen en nimmer deden[2]
- Drie bier, drie!
- Waar zijn de rode rozen, waar?[3]
- Wenen moet ik, altijd wenen.

De kyklos is een korte vorm van de epanadiplosis, waarbij de afstand tussen de woorden groter is, als bij een couplet, alinea of een heel werk.